# Android Donut
Android 1.6 Donut este a patra versiune a sistemului de operare mobil Android open source dezvoltat de Google . Printre caracteristicile mai proeminente introduse cu această actualizare s-au adăugat suportul pentru smartphone-uri CDMA, dimensiuni suplimentare ale ecranului, un indicator de utilizare a bateriei și un motor text-to-speech . 
După lansarea publică a Android Donut (numele său de cod) oficial cu tematică de desert, convenția folosită de Google pentru a desemna versiunile majore de Android -  Operatorii s-au grăbit să lanseze actualizarea over-the-air (OTA).
Pe 27 septembrie 2021, Google a anunțat că nu va mai permite conectarea contului Google pe dispozitivele Android care rulează Android 2.3.7 Gingerbread sau mai vechi, necesitând Android 3.0 (pe tablete) sau 4.0 (pe telefon) sau o versiune ulterioară pentru a se conecta. 

## Caracteristici
Noile funcții introduse odată cu lansarea Android Donut includ următoarele:
- Căutarea prin introducere vocală și text îmbunătățită pentru a include istoricul marcajelor, contacte și internetul.
- Capacitatea dezvoltatorilor de a-și include conținutul în rezultatele căutării.
- Motor de sinteză a vorbirii în mai multe limbi pentru a permite oricărei aplicații Android să „vorbească” un șir de text.
- Căutare mai ușoară și posibilitatea de a vizualiza capturi de ecran ale aplicațiilor în Android Market.
- Galeria foto și camera foto mai complet integrate, cu acces mai rapid la cameră.
- Capacitatea utilizatorilor de a selecta mai multe fotografii pentru ștergere.
- Suport tehnologic actualizat pentru CDMA / EVDO, 802.1x, VPN-uri și un motor text-to-speech.
- Suport pentru rezoluții de ecran WVGA .
- Îmbunătățiri de viteză în aplicațiile care utilizează căutarea și camera.
- Cadrul Gesture extins și un nou instrument de dezvoltare GestureBuilder.